# Паула Бастос, Франсиско де
Виконт Франсиско де Паула Бастос (порт. Francisco de Paula Bastos, Visconde de Bastos; 11 июня 1793, Лиссабон — 2 сентября 1881, Ангра-ду-Эроишму, Азорские острова) — португальский колониальный администратор, военный, политический и государственный деятель. 1- й барон и 1-й виконт Бастос. Генерал-майор португальской армии. Генерал-губернатор Кабо-Верде (1842—1845).

## Биография
Родился в аристократической семье. Сын дворянина-рыцаря Королевского дома и члена Королевской палаты. Вступил в армию кадетом в 1809 г. С 1809 по 1814 г. участвовал в Пиренейских войнах против Наполеона. Получил тяжелое ранение. Был награждён.
В 1828 году участвовал в неудачном восстании против короля Мигеля I, в том же году эмигрировал Англию в Плимут, затем переехал на остров Терсейра на Азорских островах. Под руководством Антониу Жозе Терсейры, принимал участие в гражданской войне в Португалии (1829).
В 1842—1845 годах был генерал-губернатором португальской колонии Кабо-Верде.
За заслуги по защите независимости и свободы Португалии король Луиш I в мае 1863 года даровал ему титул виконта.

## Военная карьера
- прапорщик (1811)
- лейтенант (1814),
- капитан (1821),
- майор (1832),
- подполковник (1837),
- полковник (1840),
- бригадный генерал (1842),
- фельдмаршал (1860),
- генерал-майор (1864).

Ушел в отставку по инвалидности в 1866 г.